# Ми-8МТВ-3
Ми-8МТ-3 — модификация вертолёта Ми-8.

## Ми-8МТ-3
Конструкция Ми-8МТВ, в основном, повторяет конструкцию вертолета Ми-8Т. Установка более мощного высотного двигателя, новой энергосистемы и оборудования позволила не только улучшить летно-технические характеристики, но и обеспечить расширение областей применения и регионов эксплуатации. При создании Ми-8МТВ использован ряд агрегатов и систем Ми-8Т. Рулевой винт перенесен на левый борт. Внутри кабины можно перевозить пассажиров и грузы весом до 4 т. Внешняя подвеска предназначена для транспортировки грузов массой до 5 т. Внутри грузовой кабины устанавливается поворотно-выдвижная стрела-лебедка для механизации разгрузочно-погрузочных работ до 300 кг. Шасси неубирающееся. Лопасти несущего и рулевого винтов снабжены электротепловыми противообледенительными системами. Конструкция и оборудование вертолета позволяет эксплуатировать его при автономном базировании на необорудованных площадках.

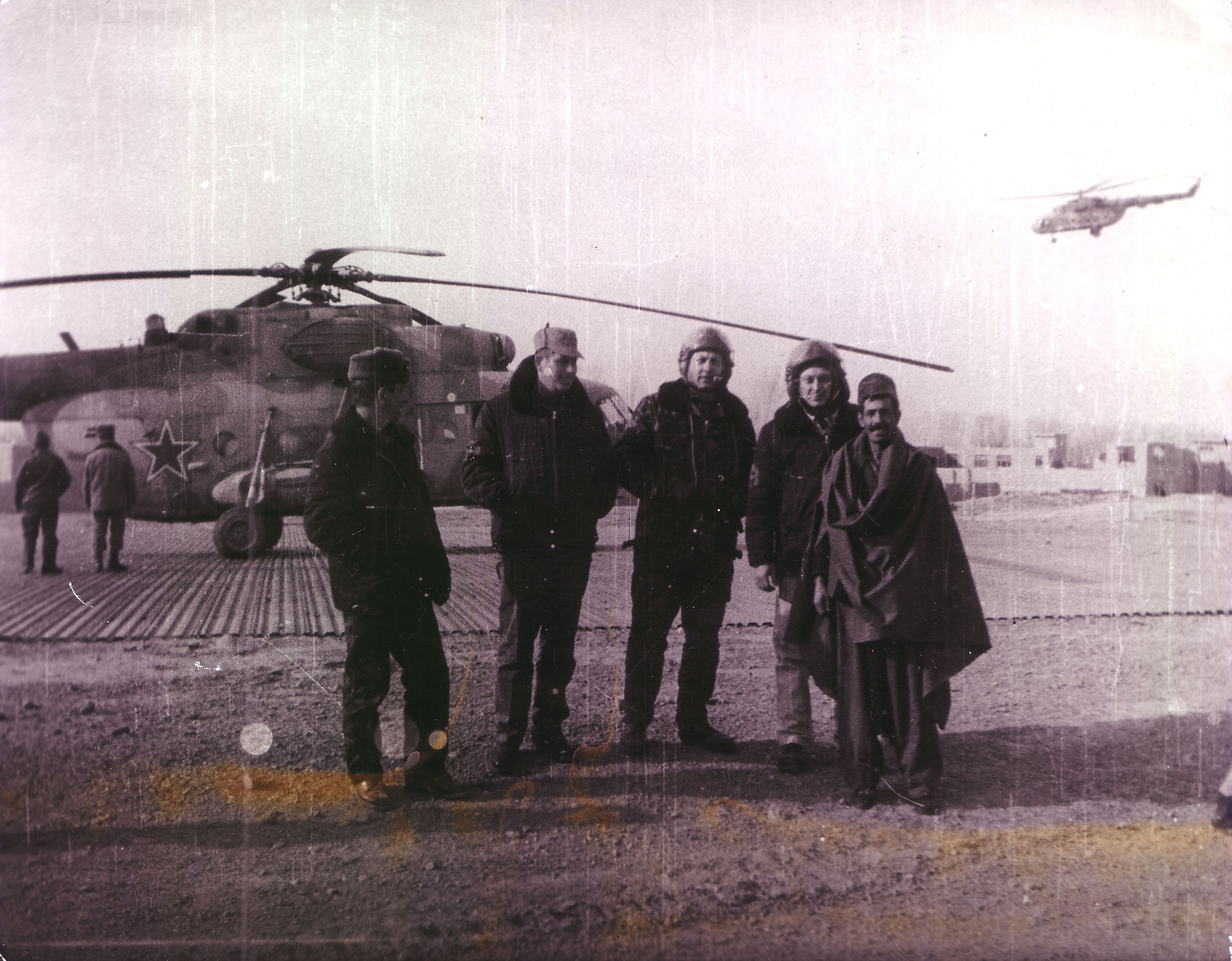
Ранняя версия Ми-8МТ

| Общее количество                             | 56              |
| Максимальная высота полета, м:               | 6000            |
| Крейсерская скорость, км/ч:                  | 230             |
| Максимальная взлетная масса, кг:             | 13000           |
| Размеры фюзеляжа (длина/высота/ширина), (м): | 18,424/4,86/2,5 |
| Размеры кабины (длина/высота/ширина), (м):   | 5,34/2,25/1,8   |
| Диаметр несущего винта:                      | 21,3            |
| Масса максимальной загрузки:                 | 4000            |
| Полный запас топлива в основных баках, (л).: | 2615/4400       |
| Статический потолок, (м):                    | 3980            |
| Максимальная скорость, (км/ч):               | 250             |
| Практическая дальность полётов, (км):        | 620             |
| Экипаж:                                      | 3 человека      |
| Вместимость пассажиров:                      | 22              |
| Cкороподъемность, (м/с):                     | 9               |
| Максимальная продолжительность полёта:       | 4 ч 50 мин      |

## История создания
Следующим важным этапом модернизации Ми-8 стало оснащение его высотными двигателями ТВ3-117ВМ, первые образцы которых прошли испытания в 1985 году. За два года в ОКБ Миля создали новую базовую модель Ми-8МТВ (Ми-17-1В в экспортном варианте), способную взлетать и садиться на высотах до 4000 м и летать на высотах до 6000 м. Кроме потолков, возросли скороподъемность, дальность и т. д. Новая базовая модель отличалась современным оборудованием, включающим метеорадиолокационную станцию и радиостанцию дальней навигации, имела бронирование, протектированные баки с пенополиуретановым заполнителем, носовой и кормовой пулемёты пулеметы ПКТ, шесть подвесных балочных держателей и шкворневые установки под оружие десантников.
На заводе в Улан-Удэ Ми-8МТВ пошёл в серию в 1991 году с небольшими изменениями в оборудовании под обозначением Ми-8АМТ (экспортный шифр — Ми-171). Улан-удэнские вертолетостроители построили уже несколько сотен таких машин. В 1997 году Ми-171 в России получил сертификат типа, а два года спустя — сертификат типа в Китае по американским нормам FAR-29 в пассажирском и грузовом вариантах для полета над сушей и водной поверхностью.